# Частота (медиапланирование)
Частота (англ. Frequency) — количество контактов одного представителя аудитории с событием на протяжении рекламной кампании. Термин используется в медиапланировании. 
Как утверждает психология рекламы, один из обязательных этапов обработки рекламного сообщения потребителем – запоминание. Так как чаще всего между просмотром рекламы и покупкой проходит время, то нужно, чтобы потребитель вспомнил рекламное сообщение в момент принятия решения о покупке. 
Психология обучения, в свою очередь, утверждает, что для того, чтобы запомнить, нужно повторить это несколько раз.Таким образом сформировались  традиционные настройки частоты показов, 3 показа на 1 пользователя в сутки (F=3)

## Особенности
Частота выражается абсолютным числом, такими как, например, 2, 12, 5. Когда нужно сказать, что кто-то проконтактировал с событием не менее 10 раз, это выражается как 10+.
Термин «частота» используется чаще всего в значении Average Frequency (Av.Frequency) – средней частоты. Она показывает, сколько в среднем раз за весь период кампании каждый с охваченных людей увидел рекламу.
Средняя частота 1 + является синонимом среднего Opportunity to See (OTS). 
Существует также понятие эффективной частоты, которая показывает, сколько раз человеку нужно проконтактировать с событием, чтобы обеспечить нужное воздействие.

## Формула
Частоту можно выразить формулой Av.Frequency = GRP/Reach – отношение суммарного рейтинга (GRP), набранного за период кампании, к охвату, полученному в результате размещения.